# 1992 في الهند
فيما يلي قوائم الأحداث التي وقعت خلال عام 1992 في الهند.

## سياسة

### تعيين في المنصب
- 25 يوليو – شانكار دايال شارما رئيس الهند.
- 21 أغسطس – ك. ر. نارايانان نائب رئيس الهند.

### انتهاء فترة المنصب
- 25 يوليو – آر فينكاتارامان رئيس الهند.
- 25 يوليو – شانكار دايال شارما نائب رئيس الهند.

## أفلام
من الأفلام التي صدرت هذه السنة في الهند:
- 1 يناير – الله هو الشاهد من إخراج Mukul S. Anand [الإنجليزية]‏.
- 1 يناير – ديوانا من إخراج Raj Kanwar [الإنجليزية]‏.

## مواليد

### فبراير
- 27 فبراير – فانيا ميشرا

### يوليو
- 4 يوليو – يوكي بهامبري لاعب كرة مضرب هندي.

### أغسطس
- 15 أغسطس – بسكران أدهيبان لاعب شطرنج هندي.

### سبتمبر
- 23 سبتمبر – نافنيت كور ديلون

### نوفمبر
- 5 نوفمبر – آتيا شيتي

## وفيات

### أبريل
- 23 أبريل – ساتياجيت راي (مواليد 1921)

### يوليو
- 27 يوليو – أمجد خان (مواليد 1940) ممثل هندي.

### سبتمبر
- 18 سبتمبر – محمد هداية الله (مواليد 1905) قاضي هندي.